# Karl Kesel
Karl Kesel (n. 7 de enero de 1959, en Victor, Nueva York) es un historietista estadounidense que trabaja como guionista y artista de lápiz final para DC Comics. Es miembro del Periscope Studio.

## Biografía
Kesel trabajó con el ilustrador de comic books Brandon McKinney en los números seis y trece de la serie de cómics Aliens: Space Marines (publicada por Dark Horse Comics), que acompañó a la primera línea de las figuras Alien (basadas en la película homónima), lanzadas por Kenner en 1992. Es el creador de la versión moderna de Superboy, Kon-El, que debutó y fue definido dentro de la historia "Return of Superman", incluida en el número quinientos del comic book Adventures of Superman.
También ha escrito una tira de prensa "perdida" del Capitán América ambientada en la década de 1940, que fue publicada en el proyecto web Marvel Digital Comics Unlimited.

## Vida personal
Kesel estuvo casado durante varios años con su colega Barbara Kesel (apellido de soltera Randall), con quien escribió Hawk and Dove; en la actualidad, la pareja está divorciada.

## Obras
Sus historietas incluyen:
- Fantastic Four 2099 #1-5 (Marvel Comics, 1996)
- The Final Night #1-4 (DC Comics, 1996)
- Marvel Apes #1-4 (Marvel Comics, 2008–2009)

## Premios
Kesel ha sido nominado para varios Premios Eisner, al mejor artista de lápiz final (1991 y 1992) y al "Mejor artista de portada" (1992).